# Курібаясі Мінамі
Мінамі Курібаясі (яп. 栗林 みな実, нар. 11 червня 1976) — японська співачка, автор пісень і сейю з префектури Сідзуока.
Вона брала участь у грі й аніме Kimi ga Nozomu Eien, де вона озвучила персонажа Харуку Судзумію, виконала та написала пісні, пов'язані з серіалом серією. Її сингл «Precious Memories», який використовується як опенінг для анімаційної версії серіалу, був успішним, на піку рейтингу, і зайняв 17-те місце в чарті Oricon протягом 13 тижнів. З тих пір вона виконала пісні для. інших ігор й аніме, у тому числі в таких серіалах як Muv-Luv, Chrono Crusade, My-HiME, My-Otome, Kure-nai і School Days.
Курібаясі виступала в складі групи Wild 3nin Musume, в якій були присутні Джой Макс (він же Макс Радість максимум) і Кісо Таніями (він же Джекі Ян).

## Сейю

### Аніме-серіали
- Kimi ga Nozomu Eien (Харука Судзумія)
- Mai Otome (Ерстін Хо)
- School Days (Мінамі Обучі)

### OVA
- Akane Maniax (Харука Судзумія)
- Ayumayu Gekijou (Харука Судзумія, Касумі Ясіро)
- Kimi ga Nozomu Eien ~Next Season~ (Харука Судзумія)
- My-Otome Zwei (Ріббон-чан)
- School Days ~Magical Heart Kokoro-chan~ (Мінамі Обучі)

### Інтернет-анімація
- Ayumayu Gekijou (Харука Судзумія, Касумі Ясіро)

### Ігри
- Age Maniax (Сьюзі, Фуміно)
- Kaseki no Uta (яп. 化石の歌) (Прайр)
- Kimi ga Nozomu Eien (Харука Судзумія)
- School Days (Мінамі Обучі)
- School Days L x H (Мінамі Обучі)
- «Hello, world.» (Харука Томонага)
- Muv-Luv (Касумі Ясіро)